# George Vivian
George Lane Vivian (* 4. Oktober 1872 in Sault Ste. Marie; † 6. Oktober 1936 in Ontario) war ein kanadischer Sportschütze.

## Erfolge
George Vivian nahm an den Olympischen Spielen 1908 in London im Trap teil. Die Einzelkonkurrenz schloss er mit 44 Punkten auf dem 20. Platz ab. Im Mannschaftswettbewerb belegte er mit 405 Punkten an der Seite von Walter Ewing, George Beattie, Mylie Fletcher, Arthur Westover und David McMackon hinter der ersten und vor der zweiten britischen Mannschaft den zweiten Platz und gewann somit die Silbermedaille. Vivian war mit 58 Punkten der zweitschwächste Schütze der Mannschaft.